# 19e étape du Tour de France 2003
Pour un article plus général, voir Tour de France 2003.
La 19e étape du Tour de France 2003 s'est déroulée le 26 juillet 2003 entre Pornic et Nantes sur un parcours de 49 km et sous la forme d'un contre-la-montre individuel. Elle a été remportée par l'Anglais David Millar (Cofidis-Le Crédit par Téléphone) devant les Américains Tyler Hamilton (CSC) et Lance Armstrong (US Postal Service-Berry Floor). Armstrong conserve la tête du classement général et le maillot jaune à l'issue de l'étape.

## Classement de l'étape
| \| Classement de l'étape \| Classement de l'étape \| Classement de l'étape \| Classement de l'étape \| Classement de l'étape \| \| Coureur \| Coureur \| Pays \| Équipe \| Temps \| \| --------------------- \| --------------------- \| --------------------- \| ------------------------------- \| --------------------- \| \| 1er \| David Millar \| Royaume-Uni \| Cofidis-Le Crédit par Téléphone \| 54 min 05 s \| \| 2e \| Tyler Hamilton \| États-Unis \| CSC \| + 9 s \| \| 3e \| Lance Armstrong \| États-Unis \| US Postal Service-Berry Floor \| DQ \| \| 4e \| Jan Ullrich \| Allemagne \| Team Bianchi \| + 25 s \| \| 5e \| László Bodrogi \| Hongrie \| Quick Step-Davitamon \| + 26 s \| \| 6e \| Viatcheslav Ekimov \| Russie \| US Postal Service-Berry Floor \| + 56 s \| \| 7e \| Víctor Hugo Peña \| Colombie \| US Postal Service-Berry Floor \| + 1 min 00 s \| \| 8e \| George Hincapie \| États-Unis \| US Postal Service-Berry Floor \| + 1 min 08 s \| \| 9e \| Sylvain Chavanel \| France \| Brioches La Boulangère \| + 1 min 12 s \| \| 10e \| Marzio Bruseghin \| Italie \| Fassa Bortolo \| + 1 min 26 s \| |                    |             |                                 |              |
| |                    |             |                                 |              |
| |                    |             |                                 |              |
| Classement de l'étape |                    |             |                                 |              |
| Coureur | Coureur            | Pays        | Équipe                          | Temps        |
| 1er | David Millar       | Royaume-Uni | Cofidis-Le Crédit par Téléphone | 54 min 05 s  |
| 2e | Tyler Hamilton     | États-Unis  | CSC                             | + 9 s        |
| 3e | Lance Armstrong    | États-Unis  | US Postal Service-Berry Floor   | DQ           |
| 4e | Jan Ullrich        | Allemagne   | Team Bianchi                    | + 25 s       |
| 5e | László Bodrogi     | Hongrie     | Quick Step-Davitamon            | + 26 s       |
| 6e | Viatcheslav Ekimov | Russie      | US Postal Service-Berry Floor   | + 56 s       |
| 7e | Víctor Hugo Peña   | Colombie    | US Postal Service-Berry Floor   | + 1 min 00 s |
| 8e | George Hincapie    | États-Unis  | US Postal Service-Berry Floor   | + 1 min 08 s |
| 9e | Sylvain Chavanel   | France      | Brioches La Boulangère          | + 1 min 12 s |
| 10e | Marzio Bruseghin   | Italie      | Fassa Bortolo                   | + 1 min 26 s |

## Classement général
| \| Classement général \| Classement général \| Classement général \| Classement général \| Classement général \| \| Coureur \| Coureur \| Pays \| Équipe \| Temps \| \| ------------------ \| -------------------- \| ------------------ \| ----------------------------- \| ------------------ \| \| 1er \| Lance Armstrong \| États-Unis \| US Postal Service-Berry Floor \| DQ \| \| 2e \| Jan Ullrich \| Allemagne \| Team Bianchi \| + 1 min 16 s \| \| 3e \| Alexandre Vinokourov \| Kazakhstan \| Telekom \| + 4 min 29 s \| \| 4e \| Tyler Hamilton \| États-Unis \| CSC \| + 6 min 32 s \| \| 5e \| Haimar Zubeldia \| Espagne \| Euskaltel-Euskadi \| + 7 min 06 s \| \| 6e \| Iban Mayo \| Espagne \| Euskaltel-Euskadi \| + 7 min 21 s \| \| 7e \| Ivan Basso \| Italie \| Fassa Bortolo \| + 10 min 12 s \| \| 8e \| Christophe Moreau \| France \| Crédit Agricole \| + 12 min 43 s \| \| 9e \| Carlos Sastre \| Espagne \| CSC \| + 18 min 49 s \| \| 10e \| Francisco Mancebo \| Espagne \| iBanesto.com \| + 19 min 30 s \| |                      |            |                               |               |
| |                      |            |                               |               |
| |                      |            |                               |               |
| Classement général |                      |            |                               |               |
| Coureur | Coureur              | Pays       | Équipe                        | Temps         |
| 1er | Lance Armstrong      | États-Unis | US Postal Service-Berry Floor | DQ            |
| 2e | Jan Ullrich          | Allemagne  | Team Bianchi                  | + 1 min 16 s  |
| 3e | Alexandre Vinokourov | Kazakhstan | Telekom                       | + 4 min 29 s  |
| 4e | Tyler Hamilton       | États-Unis | CSC                           | + 6 min 32 s  |
| 5e | Haimar Zubeldia      | Espagne    | Euskaltel-Euskadi             | + 7 min 06 s  |
| 6e | Iban Mayo            | Espagne    | Euskaltel-Euskadi             | + 7 min 21 s  |
| 7e | Ivan Basso           | Italie     | Fassa Bortolo                 | + 10 min 12 s |
| 8e | Christophe Moreau    | France     | Crédit Agricole               | + 12 min 43 s |
| 9e | Carlos Sastre        | Espagne    | CSC                           | + 18 min 49 s |
| 10e | Francisco Mancebo    | Espagne    | iBanesto.com                  | + 19 min 30 s |

## Classements annexes
| Classement par points | Classement par points | Classement par points | Classement par points | Classement par points |
| Coureur               | Coureur               | Pays                  | Équipe                | Points                |
| --------------------- | --------------------- | --------------------- | --------------------- | --------------------- |
| 1er                   | Robbie McEwen         | Australie             | Lotto-Domo            | 178 pts               |
| 2e                    | Baden Cooke           | Australie             | Fdjeux.com            | 176 pts               |
| 3e                    | Erik Zabel            | Allemagne             | Telekom               | 165 pts               |
| 4e                    | Thor Hushovd          | Norvège               | Crédit Agricole       | 151 pts               |
| 5e                    | Stuart O'Grady        | Australie             | Crédit Agricole       | 133 pts               |

| Classement par points | Classement par points | Classement par points | Classement par points | Classement par points |
| Coureur               | Coureur               | Pays                  | Équipe                | Points                |
| --------------------- | --------------------- | --------------------- | --------------------- | --------------------- |
| 1er                   | Robbie McEwen         | Australie             | Lotto-Domo            | 178 pts               |
| 2e                    | Baden Cooke           | Australie             | Fdjeux.com            | 176 pts               |
| 3e                    | Erik Zabel            | Allemagne             | Telekom               | 165 pts               |
| 4e                    | Thor Hushovd          | Norvège               | Crédit Agricole       | 151 pts               |
| 5e                    | Stuart O'Grady        | Australie             | Crédit Agricole       | 133 pts               |

| Classement de la montagne | Classement de la montagne | Classement de la montagne | Classement de la montagne     | Classement de la montagne |
| Coureur                   | Coureur                   | Pays                      | Équipe                        | Points                    |
| ------------------------- | ------------------------- | ------------------------- | ----------------------------- | ------------------------- |
| 1er                       | Richard Virenque          | France                    | Quick Step-Davitamon          | 324 pts                   |
| 2e                        | Laurent Dufaux            | Suisse                    | Alessio                       | 187 pts                   |
| 3e                        | Lance Armstrong           | États-Unis                | US Postal Service-Berry Floor | DQ                        |
| 4e                        | Juan Miguel Mercado       | Espagne                   | iBanesto.com                  | 133 pts                   |
| 5e                        | Christophe Moreau         | France                    | Crédit Agricole               | 132 pts                   |

| Classement de la montagne | Classement de la montagne | Classement de la montagne | Classement de la montagne     | Classement de la montagne |
| Coureur                   | Coureur                   | Pays                      | Équipe                        | Points                    |
| ------------------------- | ------------------------- | ------------------------- | ----------------------------- | ------------------------- |
| 1er                       | Richard Virenque          | France                    | Quick Step-Davitamon          | 324 pts                   |
| 2e                        | Laurent Dufaux            | Suisse                    | Alessio                       | 187 pts                   |
| 3e                        | Lance Armstrong           | États-Unis                | US Postal Service-Berry Floor | DQ                        |
| 4e                        | Juan Miguel Mercado       | Espagne                   | iBanesto.com                  | 133 pts                   |
| 5e                        | Christophe Moreau         | France                    | Crédit Agricole               | 132 pts                   |

| Classement du meilleur jeune | Classement du meilleur jeune | Classement du meilleur jeune | Classement du meilleur jeune | Classement du meilleur jeune |
| Coureur                      | Coureur                      | Pays                         | Équipe                       | Temps                        |
| ---------------------------- | ---------------------------- | ---------------------------- | ---------------------------- | ---------------------------- |
| 1er                          | Denis Menchov                | Russie                       | iBanesto.com                 | 80 h 21 min 52 s             |
| 2e                           | Mikel Astarloza              | Espagne                      | AG2R Prévoyance              | + 42 min 44 s                |
| 3e                           | Juan Miguel Mercado          | Espagne                      | iBanesto.com                 | + 1 h 02 min 48 s            |
| 4e                           | Sylvain Chavanel             | France                       | Brioches La Boulangère       | + 1 h 05 min 32 s            |
| 5e                           | Andy Flickinger              | France                       | AG2R Prévoyance              | + 1 h 09 min 26 s            |

| Classement du meilleur jeune | Classement du meilleur jeune | Classement du meilleur jeune | Classement du meilleur jeune | Classement du meilleur jeune |
| Coureur                      | Coureur                      | Pays                         | Équipe                       | Temps                        |
| ---------------------------- | ---------------------------- | ---------------------------- | ---------------------------- | ---------------------------- |
| 1er                          | Denis Menchov                | Russie                       | iBanesto.com                 | 80 h 21 min 52 s             |
| 2e                           | Mikel Astarloza              | Espagne                      | AG2R Prévoyance              | + 42 min 44 s                |
| 3e                           | Juan Miguel Mercado          | Espagne                      | iBanesto.com                 | + 1 h 02 min 48 s            |
| 4e                           | Sylvain Chavanel             | France                       | Brioches La Boulangère       | + 1 h 05 min 32 s            |
| 5e                           | Andy Flickinger              | France                       | AG2R Prévoyance              | + 1 h 09 min 26 s            |

| Classement par équipes | Classement par équipes        | Classement par équipes | Classement par équipes |
| Équipe                 | Équipe                        | Pays                   | Temps                  |
| ---------------------- | ----------------------------- | ---------------------- | ---------------------- |
| 1re                    | CSC                           | Danemark               | 237 h 21 min 51 s      |
| 2e                     | iBanesto.com                  | Espagne                |                        |
| 3e                     | Euskaltel-Euskadi             | Espagne                |                        |
| 4e                     | US Postal Service-Berry Floor | États-Unis             |                        |
| 5e                     | Team Bianchi                  | Allemagne              |                        |

| Classement par équipes | Classement par équipes        | Classement par équipes | Classement par équipes |
| Équipe                 | Équipe                        | Pays                   | Temps                  |
| ---------------------- | ----------------------------- | ---------------------- | ---------------------- |
| 1re                    | CSC                           | Danemark               | 237 h 21 min 51 s      |
| 2e                     | iBanesto.com                  | Espagne                |                        |
| 3e                     | Euskaltel-Euskadi             | Espagne                |                        |
| 4e                     | US Postal Service-Berry Floor | États-Unis             |                        |
| 5e                     | Team Bianchi                  | Allemagne              |                        |